# بيد شيرين بالا (غوغر)
بید شیرین بالا (بالفارسية: بیدشیرین بالا) هي قرية تقع في إيران في قسم غوغر الريفي.